# Giovanni Antonio Amadeo
Giovanni Antonio Amadeo (asi 1447 Pavia – 27. nebo 28. srpna 1522) byl italský sochař a architekt.
Podílel se na výzdobě fasády pohřební kaple kondotiéra Bartolomea Colleoni v Bergamu, dokončené po roce 1470. Pracoval také několik let na fasádě v Certosa di Pavia (1473-1476) a na výzdobě milánského dómu. Pravděpodobně spolupracoval s Bramantem na fasádě Santa Maria presso San Satiro roku 1486.